# Khoái Triệt
Khoái Triệt (蒯徹) là biện sĩ du thuyết cuối thời nhà Tần, đầu thời Tây Hán trong lịch sử Trung Quốc. Ông được xem là người đầu tiên đưa ra ý tưởng chia ba thiên hạ, tạo thế chân vạc giữa các chư hầu. Cuộc đời hoạt động của Khoái Triệt gắn liền với việc đi du thuyết.
Trong Sử ký, Tư Mã Thiên vì kiêng tên huý của Hán Vũ Đế là Lưu Triệt nên viết tên ông là Khoái Thông (蒯通). Cũng vì vậy nhiều tài liệu đời sau quen chép theo Sử ký và gọi ông là Thông.

## Giúp Vũ Thần hàng phục Triệu
Theo Sử ký, Khoái Triệt là người đất Phạm Dương. Ông bắt đầu tham gia chính sự từ cuộc khởi nghĩa Trần Thắng.
Năm 209 TCN, Trần Thắng khởi nghĩa ở làng Đại Trạch, đánh đến đất Trần, tự xưng là Trương Sở vương. Năm 208 TCN, theo ý kiến của Trần Dư, Trần Thắng cử bạn là Vũ Thần cùng Trương Nhĩ, Trần Dư mang 3000 quân đi bình định nước Triệu.
Vũ Thần cùng các tướng vượt sông Hoàng Hà, thuyết phục được hơn 10 thành theo hàng. Vũ Thần tập hợp binh sĩ được vài vạn người, lấy hiệu là Vũ Tín quân. Những thành còn lại đều cố giữ không chịu đầu hàng. Vũ Thần bèn đem quân đi về phía đông bắc đánh Phạm Dương, quê hương của Khoái Triệt. Cũng chính từ đó Khoái Triệt bắt đầu lộ diện.
Biết lòng người đã chán nhà Tần và không muốn để xảy ra cảnh máu chảy đầu rơi trên đất Phạm Dương, Khoái Triệt bèn tìm đến ra mắt viên lệnh ở Phạm Dương, nói rằng:
Tôi trộm nghe ngài sắp chết cho nên đến điếu. Tuy vậy tôi mừng ngài gặp được Triệt nên sống.
Viên lệnh ở Phạm Dương hỏi:
Tại sao lại điếu?
Khoái Triệt đáp:.
Pháp luật nhà Tần rất nặng, túc hạ làm quan lệnh ở Phạm Dương đã mười năm nay, ngài giết cha người ta, làm cho con người ta thành mồ côi, chặt chân người ta, khắc chữ vào mặt người ta không kể xiết. Những người cha nhân từ, những người con hiếu vẫn không ai dám đâm mũi nhọn vào giữa bụng ngài, chỉ vì họ sợ pháp luật nhà Tần mà thôi. Nay thiên hạ gặp loạn lớn, pháp luật nhà Tần không được thi hành. Như vậy thì những người cha nhân từ, những người con có hiếu sẽ đâm mũi nhọn vào bụng ngài để lập nên cái danh tiếng của mình, vì thế cho nên tôi đến điếu ngài. Nay chư hầu phản lại nhà Tần, binh của Vũ Tín Quân sắp đến mà ngài lại cố giữ thành Phạm Dương, những người trai tráng đều tranh nhau giết ngài để đầu hàng Vũ Tín Quân. Ngài hãy mau mau sai tôi đến gặp Vũ Tín Quân thì dịp này có thể chuyển vạ thành phúc đấy.
Viên lệnh ở Phạm Dương bèn sai Khoái Triệt đến yết kiến Vũ Tín Quân Vũ Thần. Khoái Triệt đến gặp Vũ Thần, nói:
Nếu túc hạ đòi phải đánh cho thắng rồi sau đó mới cướp đất, phải phá được thành rồi sau đó mới lấy thành thì tôi cho là sai. Nếu ngài biết nghe mưu kế của tôi thì có thể không tấn công mà làm cho thành phải đầu hàng, không đánh mà cướp được đất, chỉ truyền hịch cũng sẽ bình định được ngàn dặm. Như thế được không?
Vũ Tín Quân hỏi:
Như thế nghĩa là thế nào?
Khoái Triệt đáp:
Hiện nay viên lệnh ở Phạm Dương thế nào cũng phải chỉnh đốn binh sĩ để giữ thành và chiến đấu. ông ta nhút nhát sợ chết, nhưng lại xem trọng việc giàu sang, cho nên muốn đầu hàng trước mọi người nhưng lại sợ ngài cho ông ta là viên quan lại do nhà Tần đặt ra nên sẽ giết ông ta như ngài đã giết quan lại mười thành trước đây. Ngày nay, những người trai ở Phạm Dương cũng đang muốn giết viên lệnh của mình để lấy thành mà chống lại ngài. Tại sao ngài lại không trao cho tôi ấn tước hầu để phong cho viên lệnh ở Phạm Dương? Nếu làm thế thì viên lệnh ở Phạm Dương sẽ đem thành đầu hàng ngài, những người trai tráng cũng không dám giết viên lệnh của mình. Thế rồi ngài ra lệnh cho viên lệnh ở Phạm Dương đi cái xe bánh đỏ có trục xe phạm, bảo ông ta ruổi ngựa ở ngoài thành đất Yên, đất Triệu. Những người ở ngoài thành đất Yên, đất Triệu thấy ông ta đều sẽ nói: "Đó là viên huyện lệnh ở Phạm Dương đầu hàng trước đấy". Thế thì họ sẽ mừng, ngài có thể không đánh mà khiến các thành ở Yên và Triệu đầu hàng. Tôi nói truyền hịch mà bình định được ngàn dặm là như thế đấy.
Vũ Tín Quân nghe theo kế của Khoái Triệt, bèn sai Khoái Triệt đưa cho viên lệnh ở Phạm Dương ấn tước hầu. Đất Triệu nghe vậy có hơn ba mươi thành không đánh mà đầu hàng.
Sau đó quân Vũ Thần đến Hàm Đan, tự xưng là Triệu Vương. Khoái Triệt ở lại Phạm Dương và không theo Vũ Thần. Có lẽ Khoái Triệt đã nhận ra năng lực yếu kém của Vũ Thần nên không muốn theo giúp. Không lâu sau, Vũ Thần bị cấp dưới sát hại (Xem chi tiết bài Vũ Thần).

## Khuyên Hàn Tín đánh úp Tề
Sau nhiều biến cố, nhà Tần sụp đổ, chiến tranh Hán Sở nổ ra. Năm 205 TCN, tướng Hán là Hàn Tín mang quân diệt nước Nguỵ, năm sau lại diệt nước Triệu. Hán vương Lưu Bang cho Trương Nhĩ làm Triệu vương, phong Hàn Tín làm tướng quốc, thu quân đội của Triệu đi đánh nước Tề.
Hàn Tín đem quân sang đông, chưa vượt qua bến sông Bình Nguyên thì nghe tin sứ thần của Hán Vương là Lịch Tự Cơ đã thuyết phục được Tề vương Điền Quảng đầu hàng. Hàn Tín muốn dừng lại không đánh nữa. Đúng lúc đó Khoái Triệt lại xuất hiện. Ông đến gặp Hàn Tín với ý định theo giúp Hàn Tín làm nên sự nghiệp.
Khoái Triệt gặp và bàn với Hàn Tín rằng: 
Tướng quân nhận chiếu đánh nước Tề, nay Hán Vương chỉ sai một người ly gián mà khiến nước Tề đầu hàng, nhưng đã có chiếu chỉ bảo tướng quân dừng lại đâu? Tại sao tướng quân lại không đi? Vả chăng Lịch sinh là một kẻ sĩ kính cẩn múa ba tấc lưỡi mà hạ được hơn bảy mươi thành của nước Tề, tướng quân cầm mấy vạn quân hơn một năm mới hạ được hơn năm mươi thành của Triệu. Làm tướng quân mấy năm mà công không bằng một anh nhà nho hay sao?
Hàn Tín cho là phải, bèn làm theo kế của ông, vượt qua sông Hoàng Hà. Nước Tề đã nghe lời Lịch Dị Cơ nên giữ Dị Cơ ở lại uống rượu, triệt bỏ các quân đội để phòng ngự quân Hán.
Hàn Tín nhân đó đánh úp quân Tề ở Lịch Hạ, rồi tiến thẳng đến kinh thành Lâm Tri. Vua Tề là Điền Quảng cho rằng Lịch Dị Cơ lừa mình nên nấu Lịch Dị Cơ và trốn đến đất Cao Mật, sai sứ đến nước Sở để cầu cứu.
Sau khi đã bình định Lâm Tri, Hàn Tín đuổi Điền Quảng đến phía tây đất Cao Mật. Hạng Vũ sai Long Thư làm tướng, phao là 20 vạn quân, đem quân đến cứu Tề. Hàn Tín dùng kế đại phá giết Long Thư bên sông Tuy Thủy. Tề vương Điền Quảng chạy trốn. Hàn Tín liền đuổi theo đến đất Thành Dương, bắt bỏ tù tất cả lính Sở.
Năm 203 TCN, Hàn Tín bình định nước Tề, sai người nói với Hán xin làm Tề vương. Hán vương định không cho, nhưng theo ý kiến của Trần Bình và Trương Lương nên bằng lòng cho Tín là Tề giả vương để lấy lòng Tín.

## Khuyên Hàn Tín phản Hán

### Chia ba thiên hạ
Sau khi Sở mất Long Thư, Hạng Vũ lo lắng sai Vũ Thiệp đến thuyết phục Tề Vương Tín phản Hán:
Thiên hạ đều khổ vì nhà Tần đã lâu rồi, nên cùng nhau chung sức đánh Tần. Tần đã bị phá, định công, cắt đất làm vương, để cho sĩ tốt nghỉ ngơi. Nay Hán Vương lại dấy binh, đem quân sang đông, lấy phần đất của người khác, cướp đất đai của người ta. Hán đã phá Tam Tần, đem binh ra cửa ải, thu quân đội của chư hầu để sang Đông đánh Sở. Ý của ông ta là chưa nuốt hết cả thiên hạ thì chưa chịu thôi, không biết thế nào là vừa, thực là quá đáng. Vả chăng, số mệnh của Hán Vương chưa có gì là chắc chắn. Đã mấy lần chính ông ta nằm trong tay Hạng Vương. Hạng Vương thương hại tha cho sống; nhưng vừa thoát ra đã bội ước ngay, lại đánh Hạng Vương. Ông ta là người không thể thân tín như vậy, nay túc hạ tuy tự cho rằng Hán Vương đối đãi với mình rất hậu, nên đem hết sức ra cầm quân, nhưng rốt cục thế nào tức hạ cũng bị ông ta bắt mà thôi. Túc hạ sở dĩ còn được sống sót đến nay là vì Hạng Vương hãy còn. Hiện nay Hán Vương, Hạng Vương ai thắng, ai bại là ở túc hạ. Túc hạ theo về phía bên phải thì Hán Vương thắng, theo về phía bên trái thì Hạng Vương thắng. Hôm nay Hạng Vương mất thì hôm sau đến lượt túc hạ đấy. Túc hạ sao lại không phản lại Hán mà hòa với Sở, chia thiên hạ làm ba mà làm vương một phần ? Nay túc hạ có cơ hội này, đem hết tâm lực để theo Hán đánh Sở. Làm người mưu trí lại như thế ư?
Nhưng Hàn Tín không nghe theo.
Sau khi Vũ Thiệp đi rồi, Khoái Triệt biết rằng thiên hạ ai thắng ai bại là ở Hàn Tín, muốn dùng kế lạ để làm Tín cảm động nên dùng thuật xem tướng để thuyết phục Hàn Tín. Ông bèn nói với Hàn Tín: 
Tôi đã từng học thuật xem tướng.
Hàn Tín nói:
Phép xem tướng của tiên sinh như thế nào?
Ông đáp:
Sang hay hèn là ở cốt cách. Vui hay buồn là nét mặt, được hay thua là ở quyết đoán. Gộp cả ba điều ấy mà xem thì vạn người không sai một.
Hàn Tín nói:
- Hay đấy. Tiên sinh xem quả nhân như thế nào?
- Xem mặt của tướng quân chẳng qua chỉ được phong hầu. Xem lưng của tướng quân thì sang không thể nói hết.
Nguyên văn câu này là: Tướng quân chi diện bất quá phong hầu, tướng quân chi bối quý bất khả ngôn. Ý Khoái Triệt muốn chơi chữ để thuyết phục Hàn Tín. Theo chữ Hán, chữ "bối" là "lưng", có thể đọc là "bội", mang nghĩa "phản bội". Xem tướng lưng là có ý bảo Hàn Tín quay lưng với vua Hán, tức là nên phản Lưu Bang.
Hàn Tín hỏi: 
Tại sao lại nói như vậy?
Khoái Triệt nói:
Lúc thiên hạ mới khởi sự, các anh hùng hào kiệt đều xưng vương, hiệu triệu kẻ sĩ trong thiên hạ như mây họp, sương mù tụ lại, nhan nhản như vẩy cá, tấp nập như lửa bốc, như gió thổi... Lúc bấy giờ, họ chỉ lo nghĩ đến việc tiêu diệt nhà Tần đang suy vong mà thôi. Nay Sở và Hán tranh giành nhau khiến cho gan mật của những người trong thiên hạ phơi đầy đất, cha con bỏ xương ở ngoài đồng nội, kể không sao xiết. Người Sở nổi lên ở Bành Thành, vừa đánh vừa đuổi mãi đến thành Huỳnh Dương, thừa tình thế thuận lợi, cuốn như cuốn chiếu, uy thế vang lừng trong thiên hạ. Tuy vậy, quân của họ bị khốn ở giữa miền đất Kinh, đất Sách, bị núi tây cản trở không sao tiến lên được , đã ba năm nay rồi. Vua Hán cầm mấy chục vạn quân, giữ đất Củng, đất Lạc, dựa vào núi sông hiểm trở, nhưng một ngày đánh mấy lần vẫn không được chút công lao gì, thua chạy không sao tự cứu, bị đánh bại ở Huỳnh Dương, bị thương ở Thành Cao, sau đó chạy sang giữa miền đất Uyển đất Diệp, có thể nói là người khôn hay người mạnh cũng đều bị khốn . Nay nhuệ khí bị nhụt ở trước cửa ải hiểm trở, lương thực ở trong kho lại hết, trăm họ mỏi mệt, hết sức oán giận, nháo nhác không nơi nương tựa. Theo tôi, tình thế này nếu không có kẻ hiền thánh trong thiên hạ thì không sao dẹp nổi tai họa trong thiên hạ. Hiện nay tính mạng của hai vua đều treo ở tay túc hạ. Túc hạ theo Hán thì Hán thắng, theo Sở thì Sở thắng. Tôi xin phơi bày gan ruột, nói rõ lòng thành, trình bày cái kế ngu muội của tôi, chỉ sợ túc hạ không biết dùng. Nếu quả túc hạ nghe theo mưu kế của tôi, thì không gì bằng làm lợi cho cả đôi bên khiến họ đều sống chia ba thiên hạ, đứng theo thế vạc ba chân. Trong tình thế ấy thì cả hai bên không ai dám động binh trước. Túc hạ là người hiền thánh, quân sĩ đông, giữ lấy nước Tề hùng mạnh, bắt nước Yên, nước Triệu theo mình, xuất quân ra miền đất trống ở đằng sau lưng họ mà kiềm chế hậu phương họ, thuận theo dân mong muốn quay đầu về hướng tây để cho trăm họ được sống thì thiên hạ thế nào cũng chạy theo như gió thổi, như tiếng vang, còn ai dám không nghe ! Túc hạ cắt đất nước lớn, làm yếu nước mạnh, để lập chư hầu. Sau khi chư hầu đã được lập, thiên hạ lại nghe theo mà cảm tạ ân đức của nước Tề. Túc hạ cứ giữ lấy nước Tề cũ, nắm lấy đất Giao, đất Tứ, lấy đức của mình để vỗ về chư hầu, kín đáo nhún nhường thì các vua trong thiên hạ thế nào cũng kéo nhau đến chầu vua Tề vậy. Tôi được nghe: "Trời cho mà không lấy, thì sẽ mang lấy tội, thời cơ đến mà không theo thì sẽ mang lấy họa", xin túc hạ suy nghĩ cho kỹ.

### Oai lấn chủ thì nguy
Hàn Tín áy náy, trả lời ông:
Vua Hán đối đãi tôi rất hậu, lấy xe của mình để cho tôi đi, lấy áo của mình để cho tôi mặc, lấy cơm của mình để cho tôi ăn. Tôi nghe nói "đi xe người ta thì lo điều lo của người ta, mặc áo của người ta thì mang điều lo nghĩ của người ta, ăn cơm người ta thì chết cho công việc của người ta". Tôi lẽ nào lại chạy theo lợi mà quên nghĩa?
Khoái Triệt nói:
Túc hạ tự cho là mình thân với vua Hán, muốn xây dựng cái công nghiệp muôn đời. Tôi trộm cho thế là lầm. Xưa kia, lúc Thường Sơn Vương và Thành An Quân  còn là kẻ áo vải thì cùng kết nghĩa, làm bạn sóng chết có nhau. Sau đó, vì câu chuyện cãi nhau về Trương Yêm, Trần Trạch mà hai người thù oán nhau. Thường Sơn Vương phản lại Hạng Vương, mang đầu Hạng Anh bỏ trốn về với Hán Vương. Hán Vương phái Thường Sơn Vương đem quân xuống miền đông, giết Thành An Quân ở phía Nam sông Kỳ, đầu một nơi, chân một nẻo. Rốt cục làm trò cười cho thiên hạ. Hai người ấy chơi với nhau thân thiết nhất trong thiên hạ, rốt cục lại giết lẫn nhau. Tại sao thế? Đó là vì ham muốn nhiều thì sinh lo nghĩ và lòng người khó lường. Nay túc hạ muốn làm việc trung tín để kết giao với Hán Vương thì thế nào tình bạn cũng không vững chắc hơn tình bạn của hai người kia. Đã thế, công việc lại nhiều và lớn hơn việc Trương Yêm, Trần Thích, cho nên tôi cho rằng nếu túc hạ tin rằng Hán Vương thế nào cũng không làm hại mình là lầm to? Ngày xưa, Phạm Lãi, đại phu Chủng làm cho nước Việt sắp mất được tồn tại, làm cho Câu Tiễn dựng lên nghiệp bá, lập nên công, thành được danh, thế mà người thì chết, kẻ thì bỏ trốn. Thú trong đồng nội đã hết thì chó săn bị nấu. Nói về mặt bạn bè thân thiết thì túc hạ với Hán Vương không bằng Trương Nhĩ đối với Thành An Quân. Nói về mặt trung tín thì chẳng qua như đại phu Chủng, Phạm Lãi đối với Câu Tiễn là cùng, túc hạ cứ xem hai người đó là đủ rõ. Xin túc hạ suy nghĩ cho sâu. Vả chăng, tôi nghe nói dũng cảm mưu lược át cả chủ thì nguy đến thân, công lớn bao trùm cả thiên hạ thì sẽ không được thưởng. Tôi xin nói về công lao và mưu lược của túc hạ. Túc hạ vượt Tây Hà, cầm tù Ngụy vương, bắt Hạ Duyệt, đem quân xuống Tỉnh Hình, giết Thành An Quân, chiêu hàng đất Triệu, uy hiếp đất Yên, bình định đất Tề, sang đất Nam đánh gãy hai mươi vạn quân Sở, sang đông giết Long Thư, quay về tây để báo công. Như thế có thể nói công ấy không có hai ở trong thiên hạ mà mưu lược ấy không phải đời nào cũng có. Bây giờ túc hạ mang cái uy lấn át cả chủ, ôm cái công không có cách nào thưởng, theo Sở thì người Sở không tin, về Hán thì người Hán hoảng sợ. Tức hạ muốn mang cái công lao, cái mưu lược ấy về đâu? Mình ở địa vị bầy tôi mà có cái uy lấn át cả chủ, có cái danh cao nhất trong thiên hạ, tôi trộm thấy làm nguy cho túc hạ.
Hàn Tín cảm ơn, nói:
Tiên sinh hãy về nghỉ, tôi sẽ nghĩ lại xem.

### Làm việc lớn phải quyết đoán
Vài ngày sau, Khoái Triệt lại đến, nói với Hàn Tín:
Nghe là để chuẩn bị mà làm, kế là then chất của việc. Nghe sai, kế hỏng mà vẫn ở yên được lâu là việc ít có vậy. Người nghe mà phân biệt được việc nên chăng, thì không thể dùng lời nói để làm rối loạn. Bàn mưu mà không bỏ quên điều gốc và điều ngọn thì không thể lấy lời lẽ văn hoa để làm rối loạn. Cam tâm làm phận sự của bọn tôi tớ thì sẽ mất cái quyền của người muôn cỗ xe; cứ bo bo lấy cái lộc ít ỏi thì bỏ lỡ đia vị khanh tướng. Cho nên kiên quyết là cái quyết định người khôn. Ngờ vực làm hại công việc; cứ xét cái kế nhỏ tủn mủn thì sẽ bỏ sót việc lớn trong thiên hạ. Một khi trí đã biết rõ mà không dám làm thì đó là điều gây nên mọi thứ tai họa. Cho nên có câu nói "con mãnh hổ do dự không bằng con ong, con bọ cạp liều đốt. Ngựa ký dùng dằng không bằng ngựa hèn bước chắc chắn. Mạnh Bôn hồ nghi không bằng con người tầm thường kiên quyết đi đến mục đích. Khôn như Nghiêu, Thuấn mà ngậm miệng không nói thì không bằng kẻ câm người điếc lấy ngón tay chỉ trỏ". Những điều trên đây, nói rằng cái quý là ở chỗ biết hành động. Đại phàm công lao thì khó thành mà dễ bại; thời cơ thì khó được mà dễ mất. Ôi! Thời cơ không trở lại. Xin túc hạ xét rõ cho.
Hàn Tín do dự không nỡ phản lại Hán vương, lại tự cho rằng mình lập được nhiều chiến công, Hán vương dẫu sao cũng không lấy mất nước Tề của mình, nên từ tạ Khoái Triệt.
Khoái Triệt nói không được, bèn giả điên, làm người thầy cúng để ẩn thân.

## Cãi vua Hán
Hàn Tín không theo lời Khoái Triệt, không nỡ phản Lưu Bang mà mang quân giúp Lưu Bang đánh bại Hạng Vũ ở Cai Hạ, tiêu diệt Tây Sở.
Quả nhiên như lời ông và Vũ Thiệp, sau khi diệt được Sở lên làm hoàng đế, Lưu Bang bắt đầu tính chuyện trừ khử Hàn Tín để loại trừ mối lo. Đầu tiên cải phong Hàn Tín từ Tề vương sang làm Sở vương. Sau đó lại vô cớ bắt Hàn Tín mang về kinh đô Trường An, giáng làm Hoài Âm hầu.
Năm 196 TCN, Trần Hy làm phản, Lưu Bang thân chinh đi đánh. Hàn Tín bị vu cáo liên kết với Trần Hy để phản triều đình, bị thừa tướng Tiêu Hà dụ vào cung và bị Lã Hậu sai võ sĩ bắt trói, mang chém ở nhà treo chuông trong cung Trường Lạc. Lúc sắp bị chém, Hàn Tín nói:
Ta hối hận không dùng mưu kế của Khoái Triệt, cho nên mới bị bọn đàn bà con nít lừa dối. Há chẳng phái là vì trời muốn thế hay sao?
Lã Hậu giết cả ba họ nhà Hàn Tín. Sau khi Lưu Bang đã dẹp xong quân của Trần Hy trở về kinh đô, thấy Tín đã chết Lưu Bang vừa mừng vừa thương, hỏi Lã hậu:
Lúc chết, Tín có nói gì?
Lã Hậu đáp:
Tín nói tiếc không dùng mưu kế của Khoái Triệt.
Lưu Bang bèn ra chiếu cho nước Tề bắt ông. Khoái Triệt đến, Lưu Bang hỏi:
Nhà ngươi dạy cho Hoài Âm hầu làm phản phải không?
Ông đáp:
Vâng, tôi có dạy cho hắn, thằng trẻ ranh kia không dùng kế của tôi cho nên đến nông nỗi này. Giá nó dùng kế của tôi thì bệ hạ làm sao diệt nó được.
Lưu Bang nổi giận ra lệnh:
Đem nấu nó đi!
Khoái Triệt nói:
- Trời ơi! Tôi bị nấu thật là oan.
Lưu Bang nói:
- Nhà ngươi dạy cho Hàn Tín làm phản còn oan uổng nỗi gì nữa?
Khoái Triệt đáp:
Kỷ cương nhà Tần bị đứt, miền Sơn Đông nổi loạn, các miền khác đều nổi lên. Các anh hùng tuấn kiệt họp lại nhiều như quạ. Nhà Tần mất con hươu, thiên hạ cùng nhau đuổi bắt. Lúc bấy giờ ai tài cao, chân nhanh thì bắt được trước. "Chó của Chích cắn vua Nghiêu không phải vì vua Nghiêu bất nhân, nhưng là chó thì bất kỳ ai không phải chủ của nó là nó cắn". Lúc bấy giờ thần chỉ biết có Hàn Tín, không biết có bệ hạ. Vả chăng những kẻ mài giáo, cầm mũi nhọn, muốn làm điều bệ hạ đã làm cũng rất nhiều, nhưng chỉ vì họ không đủ sức đấy thôi. Bệ hạ có thể nấu tất cả được không?
Lưu Bang không thể bắt bẻ, bèn hạ lệnh tha cho ông.
Về sau, Khoái Triệt trở về nước Tề. Lúc đó Tề vương là Lưu Phì – con trai Lưu Bang, tướng quốc nước Tề là Tào Tham. Tào Tham rất trọng vọng Khoái Triệt. Khoái Triệt bày cách cho Tào Tham mời được hai vị cao sĩ là Đông Quách tiên sinh và Lương Thạch Quân ra giúp việc cho.

## Bình luận
Khoái Triệt chán ghét nhà Tần tàn bạo, ông muốn cứu đất Phạm Dương quê hương ông không phải đổ máu nên khuyên viên lệnh hàng Vũ Thần. Có lẽ nhận ra Vũ Thần kém năng lực, ông đã không thờ Vũ Thần. Sau đó trong cuộc chiến Hán - Sở, Khoái Triệt lại chứng kiến một Hạng Vũ cũng tàn bạo như nhà Tần và một Lưu Bang quỷ quyệt, tráo trở. Ông chán ghét những nhà cai trị lúc đó, mong muốn tìm một nhân tố mới và ông đã chủ định đặt niềm tin vào Hàn Tín. Sự thiếu quyết đoán của Hàn Tín khiến Khoái Triệt trở thành người bất đắc chí.

## Bàn về thế chia ba

### Có nên phản Hán?
Hậu thế có những ý kiến tiếc cho Hàn Tín không theo lời Khoái Triệt nên để lại mối hận ngàn năm, lặp lại bi kịch của Văn Chủng thời Xuân Thu. Nếu Hàn Tín làm theo kế của ông, thế chia ba thiên hạ được thực hiện. Với công lao, tài năng chinh phục suốt từ Nguỵ, Đại, Triệu, Tề, Yên, xét theo tài dùng binh, Hàn Tín không có địch thủ trong số các tướng của Lưu Bang. Chiến sự giằng có giữa 3 ông vua với 3 tính cách khác nhau sẽ rất khó đoán kết cục.
Tuy nhiên, lại có ý kiến theo hướng khác, như Nguyễn Tử Quang trong sách Tam Quốc bình giảng. Theo ý kiến này, kế của Khoái Triệt là không khả thi với Hàn Tín. Sở dĩ Hàn Tín có thể đánh được Nguỵ, Đại, Triệu, Tề và dụ hàng Yên là nhờ uy tín của Lưu Bang, còn bản thân Hàn Tín không có được uy tín như vậy. Do đó nếu Tín chủ trương phản Hán sẽ bị mọi người phản đối.
Ý kiến của tác giả Tam Quốc bình giảng có phần chưa thoả đáng, nếu xét tới lời Khoái Triệt cãi lý với Lưu Bang: "Nhà Tần mất con hươu, thiên hạ cùng nhau đuổi bắt... Những kẻ mài giáo, cầm mũi nhọn, muốn làm điều bệ hạ đã làm cũng rất nhiều,... Bệ hạ có thể nấu tất cả được không?" Thời loạn lạc từ khi Trần Thắng nổi dậy tới khi Lưu Bang diệt Hạng Vũ chỉ có hơn 7 năm (209 - 202 TCN) nhưng chính lệnh trong thiên hạ liên tục thay đổi, tại hầu hết các nước chư hầu: Tần, Triệu, Tề, Sở, Yên, Nguỵ cũng liên tục đổi chủ, ai mạnh thì lên. Bởi thế khi chiến tranh liên miên chưa rõ kết cục, lòng người chưa định, không thể khẳng định uy tín của Lưu Bang, Hạng Vũ và Hàn Tín với toàn thể thiên hạ, ai cao hơn.

### Tương quan lực lượng
Trước Gia Cát Lượng, không chỉ có Khoái Triệt đề ra ý tưởng chia ba thiên hạ. Ngay trước khi Khoái Triệt khuyên Hàn Tín làm điều này, sứ giả của Hạng Vũ là Vũ Thiệp cũng đã có gợi ý Tín làm điều tương tự. Tuy nhiên, có thể do Vũ Thiệp là người của Hạng Vũ nên đời sau thường coi ý tưởng này gắn với tên tuổi ông hơn.
Khoái Triệt nảy ra ý tưởng chia ba thiên hạ theo thế chân vạc, nhưng mưu kế của ông không được thi hành. Về sau, đến thời Tam Quốc, Gia Cát Lượng theo giúp Lưu Bị đã thi hành thành công ý tưởng này.
Tuy nhiên, xét theo thực tế thì quan hệ chính trị và thực lực giữa 3 phe thời Tam Quốc sau này không giống với 3 phe như thời Khoái Triệt. Thời Tam Quốc, nước Nguỵ là giàu có về người và của và có đất đai rộng hơn cả. Đối chiếu với bản đồ thời Chiến Quốc, đất đai của Thục Hán chỉ gồm nửa phía tây của nước Tần, của Đông Ngô chỉ gồm phía nam của nước Sở (và thêm phần mở rộng xuống Bách Việt), trong khi đó Tào Nguỵ chiếm toàn bộ trung nguyên, gồm có Hàn, Triệu, Nguỵ, Tề, Yên, phía đông nước Tần và phía bắc nước Sở. Như vậy Tào Nguỵ có ưu thế rõ rệt và luôn ở thế mạnh hơn so với Thục và Ngô. Thực lực về nhân tài, vật lực của Thục chỉ có Ích châu, được xem là yếu hơn cả Ngô và sau khi thế hệ "khai lập" chết đi thì "nước Thục không có đại tướng". Thời Hán Sở, thế Tam Quốc nếu hình thành sẽ cân bằng hơn: Lưu Bang chiếm Tần, Hàn, Nguỵ; Hạng Vũ chiếm đất Sở đất rộng người đông (nước Sở đã thôn tính toàn bộ đất Ngô, Việt, Lỗ, Trần, Sái... phía đông); Hàn Tín chiếm Yên, Tề, Triệu. Như vậy không ai trong số ba người này chiếm được toàn bộ trung nguyên giàu có và do đó khó xác định ai có ưu thế hơn so với hai người kia.
Xét theo năng lực cá nhân, so với Lưu Bang, bản lĩnh chính trị của cả Hạng Vũ lẫn Hàn Tín đều không bằng, song xét về quân sự thì Lưu Bang thua hai người. Khi không có Hàn Tín giúp sức, Lưu Bang dù có đánh úp Hạng Vũ ở Dương Hạ (sau hoà ước Hồng Câu), vẫn bị Hạng Vũ đánh cho tơi tả ở Cố Lăng. Các tướng Anh Bố, Chu Bột, Phàn Khoái, Tào Tham... đều không thể so sánh với Hàn Tín. Những người đó hợp lại thậm chí không đánh nổi Hạng Vũ nên càng không thể thắng Hàn Tín.
Trong thế chia ba đó, lại có một người trung lập khác có thực lực có thể lại đóng vai trò quyết định cục diện: Bành Việt ở Đại Lương. Việt từng theo Tề rồi theo Hán, song chỉ hợp tác từ xa, ngoài chiến trường, chưa từng chịu về dưới trướng Lưu Bang như Phàn Khoái. Địa bàn Đại Lương lại nằm giữa Lưu - Hạng – Hàn. Do đó đây sẽ là đối tượng để cả ba nước tranh thủ trong cuộc chiến.
Nếu cuộc chia cắt kéo dài bất phân thắng bại trong nhiều năm, phe Lưu Bang sẽ bất lợi hơn cả vì Lưu Bang là người đã rất cao tuổi (mất năm 195 TCN – 63 tuổi), trong khi Hàn Tín và Hạng Vũ còn trẻ. Thực tế cho thấy khi Lưu Bang mất đi, một nhà Hán đã thống nhất thiên hạ vẫn bị nghiêng ngả, vì vậy trong thế chia ba, cái chết của Lưu Bang có thể sẽ là bước ngoặt của cuộc chiến Lưu - Hạng – Hàn.

## Câu nói, trích dẫn nổi tiếng
- Dũng cảm mưu lược át cả chủ thì nguy đến thân, công lớn bao trùm cả thiên hạ thì sẽ không được thưởng.
- "Con mãnh hổ do dự không bằng con ong, con bọ cạp liều đốt. Ngựa ký dùng dằng không bằng ngựa hèn bước chắc chắn. Mạnh Bôn hồ nghi không bằng con người tầm thường kiên quyết đi đến mục đích. Khôn như Nghiêu, Thuấn mà ngậm miệng không nói thì không bằng kẻ câm người điếc lấy ngón tay chỉ trỏ".
- Công lao thì khó thành mà dễ bại; thời cơ thì khó được mà dễ mất.